# Suore copte di Gesù e Maria
Le Suore Copte di Gesù e Maria (in francese Sœurs Coptes de Jésus et Marie) sono un istituto religioso femminile di diritto pontificio.

## Storia
La congregazione è sorta il 21 agosto 1969 come ramo delle suore Egiziane del Sacro Cuore.
Con decreto della Congregazione per le Chiese orientali del 12 aprile 1976, la nuova comunità fu eretta in istituto religioso di diritto pontificio e le sue costituzioni ricevettero una prima approvazione.

## Attività e diffusione
Le religiose si dedicano all'istruzione e all'educazione dell'infanzia e della gioventù, alle opere sociali e all'aiuto nelle parrocchie.
Le suore sono diffuse in Egitto; la sede generalizia è a El-Sakakini, presso il Cairo.
Alla fine del 2011 la congregazione contava 60 religiose in 10 case.